# Jumpei Arai (Fußballspieler, 1989)
Jumpei Arai (japanisch 新井 純平 Arai Jumpei; * 22. Juli 1989 in der Präfektur Ibaraki) ist ein ehemaliger japanischer Fußballspieler.

## Karriere
Arai erlernte das Fußballspielen in der Schulmannschaft der Tsukuba Kaisei High School und der Universitätsmannschaft der Nippon Sport Science University. Seinen ersten Vertrag unterschrieb er 2013 bei Giravanz Kitakyushu. Der Verein spielte in der zweithöchsten Liga des Landes, der J2 League. Für den Verein absolvierte er 53 Ligaspiele. 2017 wechselte er zum Drittligisten AC Nagano Parceiro. Für den Verein absolvierte er 49 Ligaspiele. Ende 2019 beendete er seine Karriere als Fußballspieler.